# Nina Wirtschenko

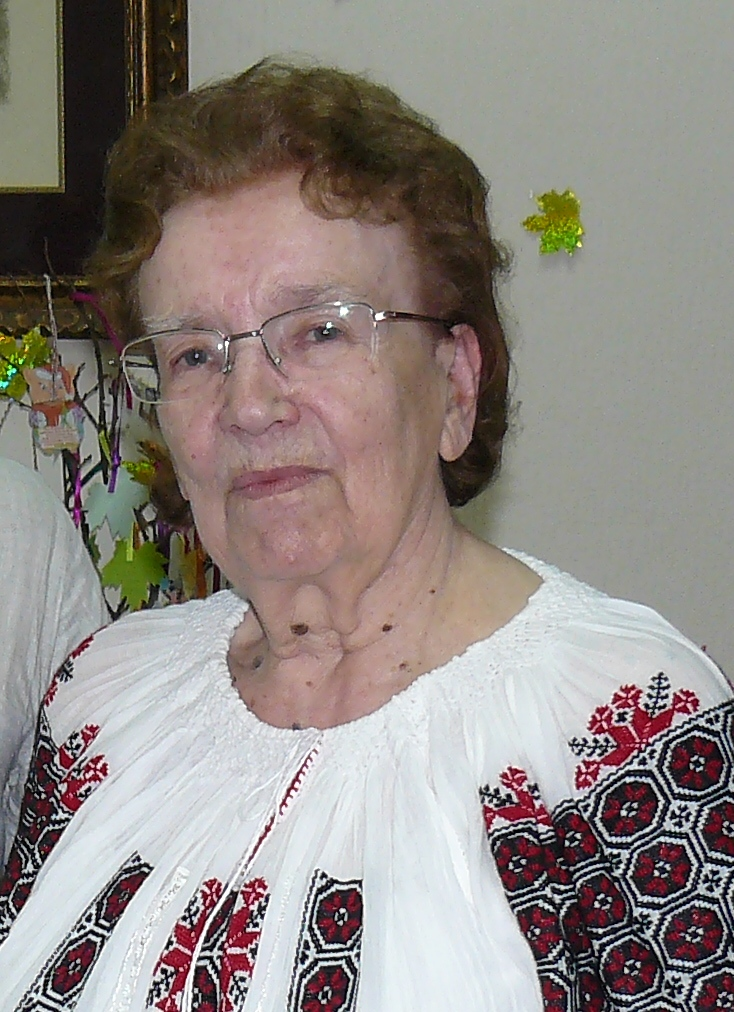
Nina Wirtschenko

Nina Opanassiwna Wirtschenko (ukrainisch Ніна Опанасівна Вірченко; * 5. Mai 1930 in Sawadiwka, Ukrainische SSR, Sowjetunion) ist eine ukrainische Mathematikerin und Hochschullehrerin. Sie ist Mitglied der australischen, amerikanischen, belgischen, Edinburgher und Londoner mathematischen Gesellschaft.

## Leben und Werk
Wirtschenko ist die Tochter eines ehemaligen Offiziers der Ukrainischen Volksarmee und einer Hebamme. Im Januar 1937 zog sie mit ihrer Familie in die Stadt Tscherwone, wo sie bis Juni 1945 lebte. 1946 absolvierte sie die 10. Klasse an der Schytomyr-Schule Nr. 36. und bestand bei Andrei Nikolajewitsch Kolmogorow die Aufnahmeprüfung an der Lomonossow-Universität Moskau. Sie wurde an der Fakultät für Mechanik und Mathematik eingeschrieben, schrieb sich aber für ein Mathematikstudium an der Nationalen Universität Kiew (KSU) ein, da ihre Eltern nicht wollten, dass sie so weit wegzog. Sie besuchte den Club für Raketentechnik und Aerodynamik, machte 10 Fallschirmsprünge und entwickelte ihre eigenen Flugverbesserungsprojekte.
Am 28. Juni 1948 wurde sie zusammen mit anderen Studenten und Lehrern unter dem Vorwurf der politischen Verschwörung festgenommen und wurde zu 10 Jahren Lagerhaft im Gulag verurteilt. In Ostsibirien bei vierzig Grad Frost waren Radio und Zeitungen verboten, aber sie unterrichtete dort ohne Bleistift und Papier. Nach Stalins Tod wurde sie als Minderjährige nach sechs Jahren Haft amnestiert. Zurück in der Ukraine setzte sie ihr Studium fort, aber bis 1990 folgte ihr die Staatssicherheit mit Durchsuchungen und Verhören.
Von 1954 bis 1956 unterrichtete sie Mathematik und Physik an weiterführenden Schulen in der Ukraine. Nach Abschluss der Graduiertenschule an der Nationale Taras-Schewtschenko-Universität Kiew verteidigte sie 1964 ihre Kandidatendissertation und promovierte erst 1988 bei Nadija Pacharewa. Von 1965 bis 1973 arbeitete sie als Assistenzprofessorin an der KSU Schewtschenko, danach bis 1989 an dem Kiewer Polytechnischen Institut und ab 1990 als Professorin für Mathematik an der Nationalen Technischen Universität „Kiewer Polytechnisches Institut Ihor Sikorskyj“.
Wirtschenko heiratete 1964 den Schriftsteller und Übersetzer Rostyslaw Dozenko, der auch ein ehemaliger politischer Gefangener war, mit dem sie zwei Kinder bekam.
Bereits 1965, als sie an der Kiewer Universität zu Fragen der mathematischen Physik arbeitete, stieß sie in der wissenschaftlichen Literatur immer wieder auf Hinweise auf Michail Krawtschuk. Sie stellte fest, dass seine Werke aus den Sammlungen der Bibliothek entfernt worden waren, und wandte sich dem Studium seines wissenschaftlichen Erbes zu. Sie war von 1992 bis 2010 Organisatorin der nach Michail Krawtschuk benannten Internationalen Wissenschaftlichen Konferenzen.
Zu ihren Forschungsgebieten gehören die Theorie verallgemeinerter analytischer Funktionen, die Theorie gemischter Randwertprobleme, singuläre partielle Differentialgleichungen, Integralgleichungen, spezielle Funktionen und Integraltransformationen. Sie war Teilnehmerin zahlreicher wissenschaftlicher Seminare auf internationalen wissenschaftlichen Konferenzen und hielt wissenschaftliche Vorträge in der Tschechoslowakei, Deutschland, Bulgarien, Belarus, Litauen, Polen, Tadschikistan, Finnland, Usbekistan, Portugal, Schweiz, Russland.
Sie ist Autorin von mehr als 350 wissenschaftlichen Veröffentlichungen, darunter 20 Bücher, die auf Ukrainisch, Russisch, Englisch und Japanisch veröffentlicht wurden.

## Auszeichnungen (Auswahl)
- 1997: Soros-Professorin
- 1998: Gewinnerin des 1. Preises der Nationalen Technischen Universität „Kiewer Polytechnisches Institut Ihor Sikorskyj“
- 2001: Builder of Ukraine
- 2005: Honorarprofessorin der Nationalen Technischen Universität „Kiewer Polytechnisches Institut Ihor Sikorskyj“
- 2005: Medaille von Andrii Pervozvany
- 2007: Petro-Mohyla-Auszeichnung des Ministeriums für Bildung und Kultur
- 2006: Verdienter Bildungsarbeiter der Ukraine